# Sainte-Honorine-de-Ducy
Sainte-Honorine-de-Ducy är en kommun i departementet Calvados i regionen Normandie i norra Frankrike. Kommunen ligger i kantonen Caumont-l'Éventé som ligger i arrondissementet Bayeux. År 2022 hade Sainte-Honorine-de-Ducy 136 invånare.

## Befolkningsutveckling
Antalet invånare i kommunen Sainte-Honorine-de-Ducy
Referens:INSEE